# Castello del Potentino
Il castello del Potentino si trova nell'omonima località situata nella parte settentrionale del territorio comunale di Seggiano, oltre il torrente Vivo.

## Storia
Il castello venne costruito attorno all'anno mille come antico possedimento dei vescovi di Chiusi, la cui diocesi si estendeva, all'epoca, fino a tutta l'area del monte Amiata.
Nel corso del Duecento, il complesso venne sottomesso a Siena, pur venendo vincolato sia all'abbazia di San Salvatore al monte Amiata che alla famiglia Aldobrandeschi.
Con gli inizi del Trecento, il castello fu conteso tra varie famiglie nobili del contado senese, tra le quali anche i Buonsignori, i Tolomei e i Salimbeni, che si spartirono la proprietà facendola diventare un importante complesso rurale.
Nel corso del Seicento, l'intera fortificazione venne acquistata dalla famiglia Bourbon del Monte e, dopo vari passaggi di proprietà avvenuti nel corso dei secoli successivi, il complesso è stato acquistato durante il secolo scorso dallo scrittore britannico Graham Greene, i cui eredi lo hanno trasformato in una rinomata azienda agricola.

## Descrizione
Il castello del Potentino presenta ancora oggi il suo originario aspetto medievale, occupando due aree ben distinte; la prima, più esterna, comprende i vari edifici rurali annessi ed introduce alla seconda area, più interna, alla quale si accede attraverso una porta ad arco che si apre lungo una cortina muraria provvista di merli sommitali.
L'area padronale è costituita dal castello propriamente detto che si articola ad L attorno ad un cortile. L'edificio, a differenza del rimanente complesso, si presenta in stile rinascimentale a seguito degli interventi effettuati dai Senesi tra il Quattrocento e il Cinquecento, con il portone di accesso architravato sormontato da uno stemma gentilizio; sul tetto si scorge un piccolo campanile a vela.
Oltre l'area padronale è presente una terza area ben distinta dove sorgeva un giardino all'italiana, oramai completamente ridimensionato e modificato.
Presso l'insediamento castellano, si trova la cappella gentilizia dedicata a Sant'Antonio da Padova.

## Curiosità
Recentemente l'asteroide 18729 ha ricevuto il nome di Potentino da parte dell'Unione Astronomica Internazionale.